# 反恐特勤隊
反恐特勤隊（英文：Counter Terrorism Response Unit，縮寫：CTRU）於2009年7月成立，隸屬於香港警務處行動處行動部反恐及重大事故科反恐應變及演練組，為準軍事化特種警察部隊，主要責任為執行警務處的反恐策略（「偵察、搜救、防禦、保護、戒備、封鎖、追查及復原」）、反恐巡邏潛在恐怖襲擊威脅的建築物及地點、處理恐怖襲擊，並且在香港面對高度恐怖襲擊威脅時，負責爆炸品處理、防範核生化，及當中的押運任務。反恐特勤隊為特別任務連外，警務處另外一支具備兩棲作戰能力的特種警察部隊，及亞洲第一支警察反恐巡邏部隊。

## 專業守則
反恐特勤隊所貫徹的專業守則為：「勇氣、合作、尊重及團結。」

## 職責
反恐特勤隊根據警務處的「防禦、保護、戒備、追查及復原」的反恐策略，實踐及執行一系列的行動、行政及聯絡方面的職能，而且能夠輔助特別任務連。反恐特勤隊負責的範圍涵蓋香港國際機場（由機場特警組負責）以外全香港的每一角落，當中包括禮賓府、中央人民政府駐香港特別行政區聯絡辦公室、領事館、基礎設施、關鍵性及重點設施、受到《國際船舶和港口設施保安規則》規範的港口及碼頭、鐵路系統在內的交通運輸設施及其餘所有潛在恐怖襲擊威脅的建築物、舉辦大型活動的會場（包括香港會議展覽中心）和其他敏感性建築物，共約400處。在香港面對高度恐怖襲擊威脅時，反恐特勤隊更負責處理爆炸品、生物武器、化學武器及輻射核武器等危險品事故，及負責當中的押運任務。此外，反恐特勤隊亦會與香港基礎建設及可能受到威脅的處所的管理及保安團隊建立緊密的合作關係，舉辦連串的保安工作坊及演練，提高相關人員防範恐怖襲擊的警覺性。

## 組織
- 反恐特勤隊總部：由反恐怖活動及內部保安組直接指揮，由一名總督察出任主管。
  - 行動部：成立之初，擬定編制為141人，相當於一連[9]（目標於2012年1月達成），短期目標為於2010年將員額擴充至逾百名[10]（目標於該年達成，包括招募了10名女性警務人員），再於未來數年遂步地擴大編制，使到反恐特勤隊可以駐守在全香港每一角落[11]。人員大多數曾經駐守於特別任務連、機場特警組、要員保護組或者保護證人組等等。
    - 行動小組（Cougar）：編制為一排，由一名高級督察領導。
    - 行動小組（Trooper）：編制為一排，由一名高級督察領導。
    - 行動小組（Ranger）：編制為一排，由一名高級督察領導。
    - 行動小組（Unicorn）：編制為一排，由一名高級督察領導。為反恐特勤隊創隊行動小組，創隊時包括一名高級督察、兩名督察、5名警署警長、14名警長，其餘為警員（包括4名女性警務人員）。以獨角獸作為徽章內容及吉祥物，源於獨角獸的英文Unicorn與Unique（獨特）發音相似，含意反恐特勤隊為警務處唯一一支主要負責反恐的特種警察部隊[12]。

  - 發展及訓練部：主要責任為籌備及主持訓練事務，並且合作舉辦《聯合招募計劃》，遴選人員。教官日常與投考人以至正規人員一同訓練，於需要時可以參與行動。

### 歷任主管
- 史勿輝警司（Ben Smith，香港警察拳擊會主席兼教練，成立至？）
- 陳健國總督察
- 黎家智總督察（2012至2015年）
- 陳憲鈞總督察
- 潘毅信總督察 (Nicholas Pearson)
- 凌子傑總督察
- 鄭柏林警司

## 歷史

### 前導
為了準備香港於2000年代未期舉辦的多宗大型活動保安事務做好準備，警務處於2008年前派遣了人員遠赴美國紐約市警察局交流，特別參考了後者的緊急勤務單位及大力士隊（英文：Hercules Team，於九一一襲擊事件後特別成立，專門負責於紐約市的地標位置配備重型裝備，進行高姿態的反恐巡邏）。
2008年夏季奧林匹克運動會馬術比賽舉行前，時任警務處助理處長孫貴良於2008年8月4日舉行了記者招待會，公佈了香港警務處針對於是次項目的保安安排，包括特別成立中央特別職務隊（英文：Centralized Special Duties Team，縮寫：CSDT），下設兩支反恐隊──分別為場館特遣隊（英文：Venue Task Force，縮寫：VTF）及馬術刑事調查隊（英文：Equestrian Event Crime Teams，縮寫：EECT），專門負責處理是次馬術比賽的保安及其他相關任務，務求使到比賽能夠順利舉行。一旦發生重大事故，由警務處全權指揮應變，包括調配馬術比賽的私人保安公司的保安人員和場地義工。兩支反恐小隊於2007年12月（即比賽舉行前8個月）成立，人員均接受過特別訓練，包括熟讀奧運憲章、比賽程式、第29屆奧林匹克運動會組織委員會規則、應變方案及緊急疏散等事項。

### 籌備組織
成立反恐特勤隊的構思源自於警務處助理處長孫貴良檢討2008年夏季奧林匹克運動會馬術比賽後，認為今後香港舉辦大型國際活動的機會將會增多，或會招惹恐怖襲擊。踏進2000年代，鑑於世界各國先後發生了九一一襲擊事件、馬德里三一一連環爆炸案、2005年新德里爆炸案、倫敦七七爆炸案、2006年孟買火車連環爆炸案、2007年友誼快線爆炸案、丹麥駐巴基斯坦大使館爆炸案、伊斯蘭堡萬豪酒店爆炸案及2008年孟買連環恐怖襲擊等恐怖襲擊，為了防範於未然，因而認為有必要及早成立一支能夠隨時執行反恐巡邏及即時處理恐怖襲擊的城市反恐特種警察部隊。
反恐特勤隊的名稱初時擬定為反恐後勤隊（英文：Counter-Terrorist Readiness Unit），至正式成立時更改使用現時名稱。2009年5月29日，警務處在警察內聯網上公怖反恐後勤隊的招募事宜，反恐後勤隊舉辦首次招募，有逾100名人員投考；於8月14日完成招募，共遴選出31名男性和4名女性警務人員，當中大部分人員曾經駐守於特別任務連或及機場特警組。與此同時，首批人員隨即接受為期兩個半月的高度密集式訓練課程。

### 反恐特勤隊成立
為了防範恐怖襲擊，警務處制訂了相應的反恐應變計劃，與中國公安機關及境外的政府合作，共同監察國際趨勢，交換情報及作出適時的風險評估，進行演習及訓練以提升反恐能力，並且在海陸空邊界進行保安行動。此外，為了提高香港社會在打擊恐怖活動的警覺性，各警區透過社區聯絡網絡，提高香港市民的反恐知識及意識。在國際義務層面上，聯合國安全理事會針對恐怖活動及支援恐怖活動的國家，通過打擊恐怖主義及對某些國家施以制裁的決議。按照有關規定，香港於2002年制訂了《聯合國（反恐怖主義措施）條例》。此外，亞太區經濟合作組織亦確認了恐怖襲擊是各成員國家或者地區在經濟發展過程中，所需要面對的其中一項威脅。香港作為成員地區，有責任與其他成員聯手採取措施打擊恐怖主義。為了履行國際責任，香港必須設立具有效率於執行反恐任務的架構。
為了遏止一切可能在香港發生的恐怖活動，警務處特此整合了原來由不同部門負責的事務，集中警察力量和資源齊集於一支部隊。2009年7月，反恐特勤隊順應2009年東亞運動會於同年年底在香港舉辦而成立。後來經過風險評估後，警務處認為反恐特勤隊當時暫時未有需要全面出勤，只是需要參與2009年東亞運動會的保安任務；至12月21日，反恐特勤隊首次全面出勤，為該年的聖誕及元旦節日及公眾假期作好保安準備。同月月底，反恐特勤隊舉辦成立後的首次招募，增加員額66名。此外，於12月18日，反恐特勤隊史上首次透過《警訊》於電視頻道上被比較為詳細地介紹。反恐特勤隊初時駐守在市區（亦即港島總區），於2010年涉足範圍擴展至九龍半島。

### 逐步改革
2011年，時任警務處處長曾偉雄於訪問北京期間向傳媒指出，香港被恐怖襲擊的風險雖然屬於中度，然而必須居安思危，警務處有責任主動地加強此方面的防預事務；時任刑事及保安處處長盧偉聰表示，於2010年於恐怖襲擊中死亡的全球人數數字大幅攀升至近20,000人（傷亡人數總數為60,000人），加上香港既是世界級城市，又是航空樞紐，故此香港即使目前安全，亦必須作好全面準備。針對計劃，於同年6月月中，反恐特勤隊舉辦招募，增加員額40名，以完成達至成立時定下的初步擴充目標──初步成立成為一支擁有一連員額的特種警察部隊。反恐特勤隊編制擴充後，有助於擴展其保護範圍，並且能夠加強警務處的整體反恐應變能力及更有效率地落實其反恐策略。時任警務處處長曾偉雄與此同時公怖，反恐特勤隊將會引進更先進的武器及裝備，包括引進特別警察車輛（包括計劃投資720萬港元，添置14輛高性能的越野車輛，用以加強在比較偏僻的保護地點的執勤效率。）、裝甲車及攻擊快艇等等，以進一步完善及提升其裝備及水平。此外，反恐特勤隊增加與其他地區反恐隊伍交流。
2012年8月月中，反恐特勤隊舉辦招募。9月28日及10月5日，反恐特勤隊史上第2次透過《警訊》於電視頻道上被較為詳細地介紹。
2012年12月，反恐特勤隊總督察陳健國和高級督察潘毅信聯同重點及搜查組警司楊文彬和警察搜查隊高級督察鄭則恒遠赴澳大利亞坎培拉訪問澳大利亞聯邦警察，為期一週，先與澳大利亞聯邦警察轄下新合併成立的特種反應組聯合進行密集式的戰術訓練，包括以多種槍械進行實彈射擊、處理莽殺事件、了解其武力使用的應用範疇、控制暴徒、爆炸品處理、狙擊及涉嫌在高空處理示威者的游繩下降等。此外，亦參與了多個警務簡介會及討論活動，包括有關於維持首都治安、保護關鍵基礎設施、大型活動的策劃、警犬的工作範圍及要員保護等。另外，參觀了多個指揮及控制中心、澳洲國會大廈及總督府，以了解其實際警務運作。
2013年2月，反恐特勤隊總督察陳建國領導3名人員到訪成都市公安局考察及交流，就反恐策略、訓練、裝備、設施及相關事件處理等事務舉行座談，先後到訪了成都市公安局特警一大隊駐地及特警支隊牧馬山基地，詳細地了解其訓練及工作情况，又參觀了其反劫持武器及裝備，狙擊、武術、戰術、射擊訓練，及就反劫持、搜查戰術及槍械使用等項目進行了深入的探討。另外，根據澳大利亞維多利亞警察部隊2012年至2013年年報披露，特別行動組於2013年4月主辦了一項為期3週的國際繩索運用課程，內容包括反劫持被恐怖份子控制的皇后懸崖渡輪、從直升機快速遊繩至墨爾本木球場內、攀爬Mount Arapiles及從里亞爾托塔垂降至地面等等。是項活動參與者包括澳大利亞的澳大利亞聯邦警察特種反應組、新南威爾士警察部隊洲保護組及昆士蘭警察服務特別緊急應變隊、墨爾本消防局及澳大利亞國防軍、以及海外的新加坡警察部隊警察特工隊、香港警務處反恐特勤隊及來自加拿大及荷蘭的相關單位。

## 遴選訓練

### 2010年
投考加入反恐特勤隊的人員獲得所屬主管的推薦後，首先需要通過為期兩日一夜的遴選。

### 2011年至2012年
投考加入反恐特勤隊的人員獲得所屬主管的推薦後，首先需要通過為期三日兩夜、持續40小時的遴選，期間沒有指定休息或者進餐時間。遴選為一系統的針對體能挑戰，包括長跑、拳擊、游水及划艇等等水陸兼備的項目，而且中途加插了各類型的記憶力（包括人物辨識等等）及組織力測試（即席演講），以考驗投考人的體能、團體精神、領導才能、決心以及在長時間受到高度壓力或者逆境情況下，保持其意志力以及在小組內與其他投考人互相配合完成任務的能力。其中首個遴選項目為渡海，在船灣淡水湖主壩附近舉行，設定距離為1,500米，小組（投考人於穿著全身服裝，包括襪及運動鞋的情況底下）需要於限定時間1小時30分鐘內負載裝備（包括輪、水筒、竹、繩索及救生圈等等）來回游泳3次。次個遴選項目為遠足，由大尾篤開始，小組需要於限定時間內負載於首個遴選項目中所獲得配發的裝備（額外加上槍械等等），運輸到新界北總區總部（距離10公里）。其他項目包括於限定時間內通過警察機動部隊總部的障礙場、小組接力競技比賽（包括負重遠足、游泳、舉大杉及划艇等等）；整項遴選於項目與項目之間，有大量的遠足項目，包括要求投考人負重50磅的情況下遠足，其中最長的距離為220公里。
於2010年6月，有逾110名投考人員，當中逾半人員成功通過首兩輪的投考程序。

### 2013年至今
因為以往反恐特勤隊與機場特警組及特別任務連各自舉辦招募，使到有興趣的人員因為時間衝撞，而未能夠參加兩邊同時間舉行的招募，使到三個單位各自可能錯失有潛質的人員。2013年開始，反恐特勤隊加入特別任務連及機場特警組於2001年開始共同舉行的聯合招募計劃，以節省重複遴選時間及訓練資源，並且有利於單位間的內部人手調配，吸引更多人員投考。

#### 面試
投考加入反恐特勤隊的人員須有至少3年年資，服務紀錄良好、視力良好，曾經駐守於警察機動部隊擁有優勢。獲得所屬主管的推薦後，投考人會接受面試，內容包括了解投考人投考的動機、了解投考人的膽識、性格及對恐怖組織的認識等。

#### 遴選測試
成功通過面試的投考人會進入為期一日的遴選測試（英文：pre-selection，通常於每年9月首週或者10月首週舉行），以測試投考人的體能是否有能力應付基本遴選內容：
甲部份：時間限制於40分鐘內完成全部項目（甲級等於3分、乙級等於2分、丙級等於1分，丁級等於無分），設有最低確實數值要求（詳細資料於括號內），投考人於任何一小項中不達到最低要求，就自動被取消繼續參與遴選的資格。
1. 4.8公里跑步（最低丙級）：甲級‧18分鐘以下、乙級‧18至20分鐘、丙級‧21至24分鐘、丁級‧24分鐘以上
2. （正手）引體上升（最低乙級、最少13次）：甲級‧18次以上、乙級‧13至17次、丙級‧8至12次、丁級‧7次或以下
3. 掌上壓（最低丙級、最少45次）：甲級‧61次以上、乙級‧51至60次、丙級‧40至50次、丁級‧39次或以下
4. 仰臥起坐（最低丙級、最少55次）：甲級‧81次以上、乙級‧61至80次、丙級‧40至60次、丁級‧39次或以下
5. 蹲腿府撐（最低乙級、最少40次）：甲級‧50次上、乙級‧33至49次、丙級‧16至32次、丁級‧15次或以下
6. 壓體上升（最少18次）：
7. 前臂彎舉（每邊手各舉16磅啞鈴，最低丙級、最少75次）：甲級‧151次以上、乙級‧101-150次、丙級‧60-100次、丁級‧59次或以下
8. 肩上推（每邊手各舉16磅啞鈴，最少60次））：
9. 臥推舉（最少150磅）：
10. 250米游泳：

乙部份：
- 10公里跑步測試：時間限制於47分鐘內完成

丙部份：
- 1公里游泳測試：時間限制於32分鐘內完成

#### 身體檢查
通過遴選測試的投考人，會於同月月中被安排接受全面性的身體檢查。

#### 基本遴選
成功通過身體檢查的投考人，會被安排進入為期4日、由反恐特勤隊、機場特警組及特別任務連共同主辦的基本遴選（英文：Basic Selection；通常於每年10月首週一或者11月首週一舉行，與遴選測試相隔一月），當中包括智能、體能（包括掌上壓、舉啞鈴、搏擊、負重（沙包及大杉等）長跑、長途游泳（從水警北分區──馬料水水警基地，游往丫洲等）、跳水及徒手潛水等）、射擊、意志力、壓力管理、面對困難的克服性、應變能力（包括安排兩名投考人為一組，要求投考人在僅配備一條繩子的情況下，構想如何兩人在不沾水的情況下渡河，並且完成該任務）、心理測試、能力傾向、團體精神及領導才能測試等等。每年舉行的基本遴選，通常結果有1/3投考人被淘汰。

#### 專門部隊基本訓練
成功通過基本遴選的人員被挑選後，會被安排接受為期6週、由反恐特勤隊、機場特警組及特別任務連共同主辦的專門部隊基本訓練（英文：Specialist Unit Basic Training，縮寫：SUBT），內容包括：體能訓練、武力控制技巧、搏擊、槍械使用（根據統計，在訓練過程中，人員均需發射逾1,500發子彈）、反恐知識、野外定向（包括地圖使用及觀星定位等）、基本都市戰術、基本郊野戰術、室內近身作戰、戰術運用、面對突發事件的應變能力、由爆炸品處理課教授的爆炸品處理、由要員保護組教授的要員保護、由警察搜查隊教授的反恐安全保障搜查及由警察談判組教授的談判等等。其中基本都市戰術，內容包括觀察、地圖知識、小隊掩護、建築物及直升機快速遊繩垂降及強攻進入（Force entry）等等；基本郊野戰術訓練則包括了觀察、地圖知識、尋找掩護及埋伏點及小隊協調等等。每年舉行的專門部隊基本訓練，通常結果只有約20至30名投考人通過。

#### 反恐特勤隊基礎訓練課程
成功通過專門部隊基本訓練的投考人，會進入為期10週高度密集式的反恐特勤隊基礎訓練課程（英文：Counter Terrorism Response Unit Basic Training Course），首月為由特別任務連提供的訓練內容（包括戰術、室內近身作戰及爆破等），期後半個月由爆炸品處理課提供的訓練內容，餘下一個月由警察機動部隊總部和槍械訓練科教授；此外，亦有其他訓練內容，包括了解恐怖主義、反恐知識及其他的專門項目訓練等等。

#### 最後篩選
成功通過上述所有階段的投考人經過最後篩選後，方能成為正式一員。

## 培訓
人員每日當值的首個半小時均需要接受體能鍛鍊（當中相當程度屬於耐力訓練，例如每邊手各舉16磅啞鈴跑步及進行其他的運動訓練）及戰術訓練，及每週兩個訓練日（包括體能鍛鍊、戰術性射擊、戰術性巡邏、火力掩護下進攻、火力掩護下防守及練習等），以加強人員的合作默契，確保人員在心理及生理兩方面都能夠維持於高水平，能夠隨時應付任何突發事故。如果人員表現未如理想，會被即時辭退

### 到院前創傷生命支援術
到院前創傷生命支援術（英文：Prehospital Trauma Life Support，縮寫：PHTLS）為由香港警務處與香港聖約翰救傷會合作舉辦的課程，內容由美國緊急醫療技術人員協會及美國外科醫學院擬備，為期兩日在香港聖約翰救傷會總部舉行，由具備資格及在到院前創傷生命支援術範疇服務中的在職醫生、護士和救護人員擔任導師，專門供予具備高級急救資格的警務人員修讀。課程旨在評估人員對處理嚴重受傷個案的知識（包括運動學中的創傷及生理學及病理學等）以及根據處境情況所採取的即時生命支援治療的技巧（包括驗傷、脊椎制動及氣道處理等）及水平。成功通過考核的人員將會獲得緊急醫療技術人員協會頒授到院前創傷生命救援技術證書。

### 警察輔助醫療急救課程
警察輔助醫療急救課程（英文：Police Paramedic Training Programme，縮寫：PPTP）於1995年起教授，是由香港警務處和醫院管理局合作舉辦的專業化急救及醫療訓練課程，用以專門訓練部分香港警務處部門的警務人員，人員接受訓練後會成為警察輔助醫療急救人員（英文：Police Paramedic Cadre，縮寫：PPC）；所獲得的資格，相等於一名擁有二級緊急輔助醫療資格的香港消防處救護隊目。課程由香港警務處顧問編排，為全球獨一無二的戰術及行動醫學的課程。為期10日的密集式訓練（包括到醫院實習）內容包括：氣道及呼吸的處理、中心靜脈導管、靜脈注射及輸液法、創傷處理、縫針技巧、高級心臟支援術、分流和災難應對、細菌、化學污染、輻射、核生化及恐怖襲擊處理等等。通過基本訓練後，人員將會被派往醫院急症室實習。為求掌握高水平的急救技巧，人員亦必須持續地複修有關的訓練課程。

### 警察導向戰術急救醫療課程
警察導向戰術急救醫療課程（英文：Police Oriented Tactical Emergency Medicine Course，縮寫：POTEM）於2006年11月起教授，由香港警察學院的3位醫療顧問設計，分別是醫院管理局新界東醫院聯網急症科統籌專員暨雅麗氏何妙齡那打素醫院急症科部門主管陳德勝醫生、新界西醫院聯網矯型及創傷學組聯網部門主管周育賢醫生和香港中文大學外科學系意外及急救醫學教學單位的郭浩祺教授，為專業化的戰術急救訓練]課程，分為3個層次──初級、基本以及高級訓練，用以專門分別培育訓練部分香港警務處部門的警務人員，人員接受訓練後會成為警察醫療員（英文：Police Medic），在戰術環境、突發事故或者災難現場發生時為到傷者提供緊急醫療服務，避免救援及緊急醫療隊伍可能因為環境、時間及能力的阻礙而無辦法第一時間深入現場照顧傷者，延誤救治。
反恐特勤隊人員需要接受當中為期8日、針對特別行動單位的行動需要而設計的高級訓練課程，課程內容涵蓋初基訓練課程中的日常警察事務期間所遇到的受傷事故，包括急救醫療集體打鬥所引起的創傷、爆炸或從高處墮下受傷以及四肢骨折等等技巧；基本訓練課程的戰術急救醫學、運輸醫學，以及槍傷和生化事故導致受傷個案的處理；以及高級訓練課程獨有的在戶外各種不同的模擬行動中進行訓練。

## 已知裝備

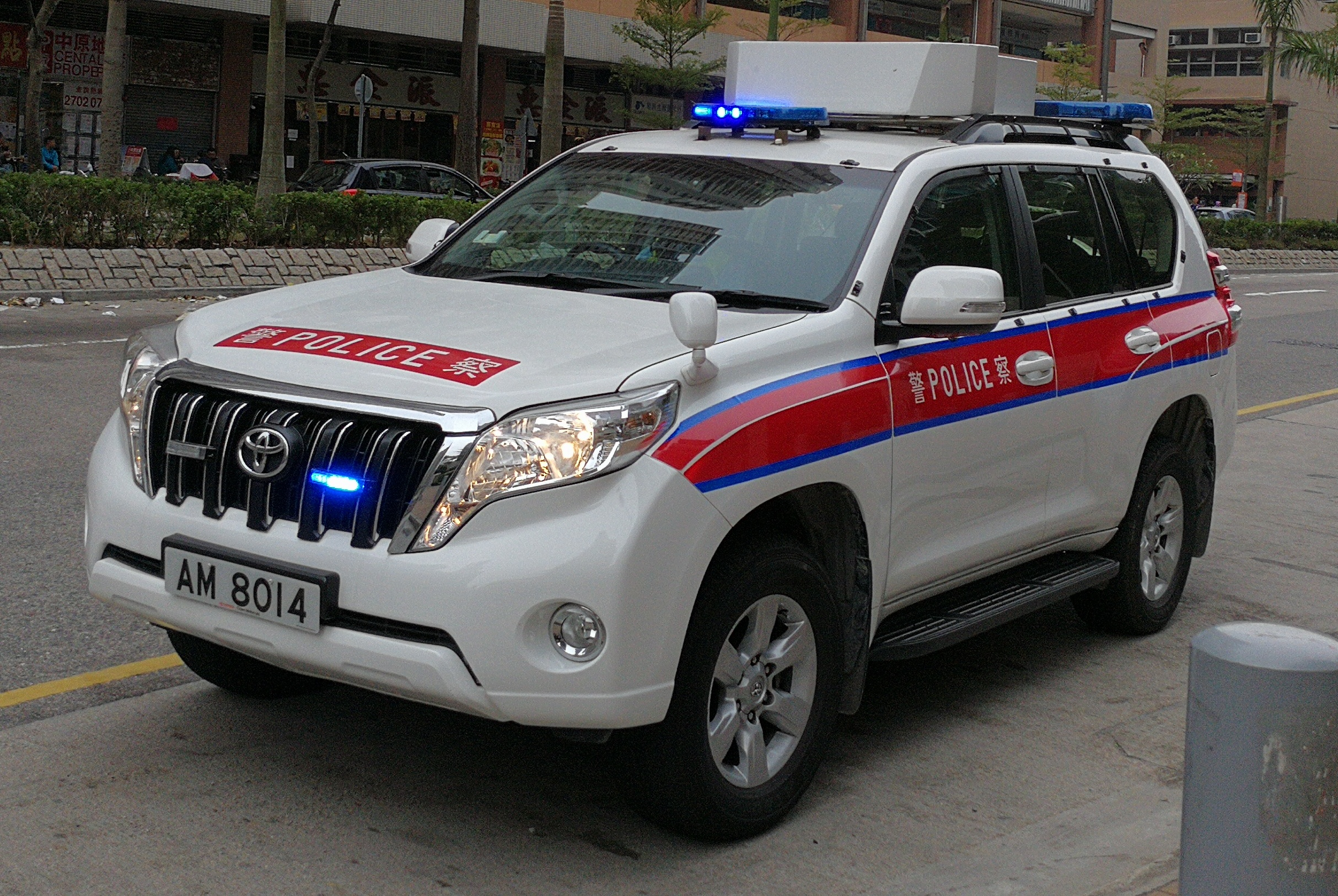
反恐特勤隊專用車

每名反恐特勤隊人員的隨身裝備共重逾35磅，於行動時，增加至共重逾50磅。下列為已經曝光、記錄過或公開過的裝備。

### 通訊器材
- 耳骨傳導對講系統
- 數碼對講機，為摩托羅拉MTP850Ex型號，機殻為紅色，於2011年於青衣某處工廠表演練習時曝光。數碼對講機具備防水、防塵及防止干擾功能，而且接收信號力強，說話音響清晰，若果配合車輛轉發器及手提轉發器，在增強信號後，即使使用者身處樓高80層的摩天大廈的不同層數，人員亦能清晰對話。與此同時，在使用該新系統後，遇險的人員不論是按動緊急求救掣或是呼叫求救，控制室都能夠憑著對講機附有獨一無二的編號，識別遇險人員的身份，從而增加支援效率。[66]
- FCS V60 PTT
- 浮標
- 強力望遠鏡
- 夜視鏡
  -  NVD PVS-14 Night Vision Monocular
- 無人機
  -  DJI Avata 2
- 熱能探測器

### 救援裝備
- 戰術斧頭（英文：Tactical Axe），分為兩款，可以擊碎以及割破夾層玻璃[67]。

### 醫療設備
- 急救包
  - 金屬保溫氈
- Powerheart AED G3自動體外心臟去顫器
- 呼吸輔助器
- 醫療氧氣
- 脈搏血氧定量計

### 個人裝備
- 作戰服
  - 多地形迷彩樣式作戰服和褲子（已退役）
  - 普通軍裝警察制服
  -  UFPRO Striker XT Gen 2 Combat Shirt and Pants（兼用作訓練服）
    - Brown Grey

  -  固固 抗炎熱版灰藍色阻燃戰術蛙服
  -  UFPRO Striker XT Gen 3 Combat Shirt and Pants
    - Brown Grey

- 阻燃頭套
  - 單孔款式，由防火物料（包括Nomex及Kermel等）所製造。用作阻燃及對疑犯造成心理壓力。
  -  Arc'teryx Leaf Assault Balaclava（繼承自前鐵路應變部隊）
- 防彈盔
  -  MICH-2001（已退役）
  -  Team Wendy Exfil LTP Ballistic（已退役）
  -  Garanti Kompozit Ballistic Protective Helmet (ACH HIGH-CUT MODEL)
  -  Ops-Core FAST XP High Cut（繼承自前鐵路應變部隊)
  -  KCI FAST (TYPE A) Ballistic Helmet （繼承自前鐵路應變部隊)
  -  CCGK FAST G6 Helmet

- 防爆風鏡
  -  Bolle X800
  -  Revision Bullet Ant
  -  Pyramex I-Force Slim
- 抗噪耳機
  -  3M Peltor Tactical 6 Headset
  -  Safariland LIBERATOR IV Headset
  -  FCS AMP military police version Headset
  -  OPSMEN EARMOUR M31X（繼承自前鐵路應變部隊）
- 防毒面具
  -  Avon S10
  -  Avon FM54
- 戰術背心
- 充氣式救生衣，人員意外墮海時會自動充氣。
- 攜板背心
  -  ESKI GBV-130518 重裝型戰術背心（已退役）
  -  ESKI-GBV-190205 快拆戰術背心（已退役）
  -  C2R-MOR Ultralite Plate Carrier
  -  Ops Rapid Responder Armor Plate Carrier（繼承自前鐵路應變部隊）
  -  ESKI GBV-231023 輕量化戰術背心 [68]
- 防生化衣
- 戰術手套
  -  First Tactical LIGHTWEIGHT PATROL GLOVE
- 槍套
  -  Black Hawk CQC Serpa（巳退役）
  -  Safariland 6004
- 護膝
- 戰術靴
  - Danner 15404、LOWA, CRISPI等
- 防彈盾
  - 以炭鋁合金製造，約4呎高。其中一款於盾近頂部位置安裝了一塊防彈的纖維玻璃鏡，讓人員能夠視察環境。
  -  BAKER BALLISTIC防彈盾，於盾近頂部位置亦安裝一塊防彈纖維玻璃鏡，方便人員視察環境。
  -  GEAR INDUSTRIES IPS-6 IMPULSE SHIELD（繼承自前鐵路應變部隊）
  -  GEAR INDUSTRIES GOC-6 TROLLEY MOUNTED SHIELD，俗稱「地盾」（繼承自前鐵路應變部隊）
  -  ATFY安泰富源定制防彈盾
  -  GEAR INDUSTRIES KNIGHT SHIELD

- 斧頭
- 鐵剪
  - 電動油壓剪
- 電動切割器
- 鐵筆
- 電鋸
- 鐵鎚
- 壓力柱
- 爆破工具[69]
- Sabre 胡椒噴霧
- ASP 21寸伸縮警棍
- 戰術筆
- 戰術刀
  - 美國海軍特種作戰開發群Mark 3 Mod O。
- 戰術求生燈
  -  OPSMEN EARMOUR F101 Stealth Survival Light (繼承自前鐵路應變部隊）
- 戰術電筒
  -  SUREFIRE X400 ULTRA WEAPONLIGHT (Glock 17)
  -  SUREFIRE 328LMF-B (MP5)
  -  INFORCE系列（MPX及Glock 17）
  -  OLIGHT Valkyrie Series Tactical Light (SIG 516)
- 雷射指標器
  -  STEINER DBAL-A4（SIG 516）
- 瞄準鏡
  -  Aimpoint Comp M2紅點鏡（供HK MP5A5衝鋒槍使用）
  -  EOTECH 552全息瞄準鏡（供SIG MPX衝鋒槍使用）
  -  Aimpoint Micro T2紅點鏡（供SIG SG 516突擊步槍使用）
  -  Aimpoint 3XMag-1放大鏡（供SIG SG 516突擊步槍使用）
  -  Schmidt & Bender 1-8x24 PM II Short Dot Dual CC倍率瞄準鏡（供SIG SG 516突擊步槍使用）
- 手提射燈
- 高空工作工具[70]

### 個人武器

#### 手槍
| 武器名稱       | 原產地 | 備註                 | 參考資料             |
| -------------- | ------ | -------------------- | -------------------- |
| 第三代克拉克17 | 奥地利 | 附有戰術電筒及安全繩 | [ 71 ] [ 72 ] [ 73 ] |
| 第三代克拉克19 | 奥地利 | 女隊員及便裝隊員使用 | -                    |

#### 突擊步槍
| 武器名稱      | 原產地 | 備註                                                                                    | 參考資料 |
| ------------- | ------ | --------------------------------------------------------------------------------------- | -------- |
| SIG Sauer 516 | 美国   | G1型號為10英寸槍管(卡其色)和16英寸槍管(黑色)版本 G2型號為魚骨較長的10英寸槍管(黑色)版本 |          |

#### 衝鋒槍
| 武器名稱      | 原產地 | 備註                                  | 參考資料 |
| ------------- | ------ | ------------------------------------- | -------- |
| HK MP5A5      | 德国   | -                                     | -        |
| SIG Sauer MPX | 美国   | 包括衍生型MPX-K，繼承自前鐵路應變部隊 | -        |

### 車輛
反恐特勤隊所使用的警察車輛與一般香港警察車輛相像，然而內部設計及所攜帶的裝備不同。每輛專用警察車輛都有配備急救袋及爆破工具等。
- MERCEDES-BENZ Sprinter 519CDI 衝鋒車
- TOYOTA Prado 越野車
- TOYOTA Coaster 運員車
- IVECO Daily 概念衝鋒車（前鐵路應變部隊）
- 劍齒虎裝甲車

## 已知行動紀錄
以下為不完全紀錄：

## 著名隊員
- 曾慶鴻，香港男子七人欖球代表隊代表[110]
- 張智行，香港演員、武術指導

## 公眾聯繫

### 義工隊
反恐特勤隊擁有其義工隊，經常參與外展等義務活動。

## 以反恐特勤隊為題材的作品

### 电视节目
- 《警訊 - 反恐特勤隊特輯》（2012年）

### 電視劇
- 《叛逃》（2014年）（最初以“反恐特勤队”为名，后改为虚构部门“ATF反恐”，最终定名为“叛逃”）
- 《隱形戰隊》 （2023年）

### 電影
- 《赤道》（2015年）
- 《使徒行者2：谍影行动》（2019年）
- 《拆彈專家2》（2020年）

### 宣傳片
- 《守城》(2021年)

## 相關參見
- 特別戰術小隊
- 特別任務連
- 機場特警組
- 鐵路應變部隊
- 跟蹤支援隊
- 爆炸品處理課
- 槍械訓練科
- 重要基礎設施保安協調中心